# Bolbitis sinuosa
Bolbitis sinuosa är en träjonväxtart som först beskrevs av Fée, och fick sitt nu gällande namn av Edwin Bingham Copeland. Bolbitis sinuosa ingår i släktet Bolbitis och familjen Dryopteridaceae. Utöver nominatformen finns också underarten B. s. foxii.